# NHL 2001
《NHL 2001》是一款由艺电加拿大制作、EA Sports发行的体育类游戏。本游戏最初于2000年9月在Windows等平台发行。本游戏是《NHL 2000》的续作。
游戏主要是模拟冰球比赛。本作是第一次在PlayStation 2平台上发行。
本游戏Windows版本收到非常好的评价。